# Велиев, Мурад
Мурад Велиев (азерб. Murad Vəliyev; род. 27 марта 2002, Таллин) — эстонский и азербайджанский футболист, вингер.

## Карьера

### «Калев» Таллин
Воспитанник эстонских футбольных клубов «ФКИ Левадия» и таллинского «Калева». Позже футболист также побывал в структуре немецкого футбольного интерната «ДБИ Бад-Айблинг» и клуба «Розенхайм 1860». В июле 2020 года футболист вернулся в таллинский «Калев». Дебютировал за клуб футболист 31 июля 2020 года в матче против клуба «Флора», выйдя на поле в стартовом составе. Футболист сразу же закрепился в основной команде клуба, став одним из ключевых игроков. Дебютный гол за клуб футболист забил 26 августа 2020 года в матче Кубка Эстонии против клуба «Трансфервайс». Дебютный гол за клуб в чемпионате футболист забил 28 ноября 2020 года в матче против клуба «Курессааре». По итогу сезона футболист вместе с клубом завершил чемпионат на итоговом последнем месте, вылетев в Первую лигу. Всего за сезон футболист успел отличиться 4 забитыми голами и 2 результативными передачами во всех турнирах.
Новый сезон футболист начал с матча 4 марта 2021 года против клуба «Нымме Юнайтед», выйдя на поле в стартовом составе и отличившись своим первым в сезоне забитым голом. На протяжении всего сезона футболист продолжал выступать в таллинском клубе в роли ключевого игрока клуба. По итогу сезона футболист вместе с клубом стал серебряным призёром Первой лиги, отправившись в раунд плей-офф за право на повышение в дивизионе. По итогу раунда плей-офф футболист вместе с клубом по сумме матчей уступили клубу «Таммека». Всего за сезон футболист отличился за клуб 9 забитыми голами в рамках чемпионата.

### «ФКИ Левадия»

#### Сезон 2022
В январе 2022 года футболист перешёл в таллинский клуб «ФКИ Левадия», с которым подписал трёхлетний контракт. Футболист сразу же отправился выступать за вторую команду клуба, за которую дебютировал 3 марта 2022 года в матче против клуба «Элва», выйдя на поле в стартовом составе. Дебютным забитым голом за команду футболист отличился 3 апреля 2022 года в матче против клуба «Виймси». В матче 22 мая 2022 года против клуба «Альянс» футболист отличился забитым дублем. За основную команду клуба футболист дебютировал 24 мая 2022 года в матче против таллинского «Легиона», также отличившись своим дебютным забитым голом. В матче 30 мая 2022 года за вторую команду против клуба «Пайде-2» футболист отличился очередным забитым дублем. В июне 2022 года футболист вместе с клубом отправился на квалификационные матчи Лиги чемпионов УЕФА. Первый матч в рамках еврокубкового турнира футболист сыграл 21 июня 2022 года против исландского клуба «Викингур», который по итогу оказался сильнее и прошёл в следующий квалификационный раунд. Затем в рамках второго квалификационного раунда Лиги конференций УЕФА футболист вместе с клубом по сумме матчей уступили мальтийскому клубу «Хибернианс» и завершили свою еврокубковую компанию. На протяжении сезона футболист был одним из основных игроков клуба, чередуя матчи в стартовом составе и со скамейки запасных, отличившись 2 забитыми голами и 2 результативными передачами. По итогу сезона футболист стал серебряным призёром чемпионата и Первой лиги со второй командой.

#### Сезон 2023
Новый сезон футболист начал с матча 5 марта 2023 года против клуба «Вапрус», выйдя на замену на 88 минуте. Также футболист стал привлекаться к играм со второй командой клуба, за которую первый матч сыграл 9 марта 2023 года против клуба «Альянс», выйдя на поле в стартовом составе. Первым результативным действием в сезоне футболист отличился 15 марта 2023 года в матче против клуба «Таммека», отдав голевую передачу. В июле 2023 года футболист вместе с клубом отправился на квалификационные матчи Лиги конференций УЕФА. По итогу первого квалификационного раунда уступили словацкой «Жилине» и завершили выступление в рамках еврокубкового турнира, а сам футболист оставался на скамейке запасных. Вторую половину сезона футболист провёл в клубе преимущественно на скамейке запасных, несколько раз выйдя на поле на последних минутах мачта. По итогу сезона футболист вместе с клубом стал серебряным призёром чемпионата. Сам же футболист по итогу сезона отличился своей единственной результативной передачей.

#### Аренда в «Нымме Юнайтед»
В феврале 2024 года футболист на правах арендного соглашения присоединился к эстонскому клубу «Нымме Юнайтед» до конца сезона. Дебютировал за клуб футболист 1 марта 2024 года в матче против «Флоры», выйдя на поле в стартовом составе. Дебютным забитым голом за клуб футболист отличился 5 апреля 2024 года в матче против клуба «Таммека». В матче Кубка Эстонии 31 июля 2024 года против клуба «Кохтла-Ярве» футболист отличился забитым дублем. По итогу сезона футболист вместе с клубом завершил чемпионат на итоговом последнем месте, вылетев в Первую лигу. На протяжении сезона футболист выступал за клуб в роли одного из основных игроков, отличившись 4 забитыми голами во всех турнирах. По окончании скора арендного соглашения футболист покинул клуб.

### «Шамахы»
В январе 2025 года футболист присоединился к азербайджанскому клубу «Шамахы», с которым подписал контракт на полтора года до июня 2026 года. Дебютировал за клуб футболист 17 января 2025 года в матче против агдамского клуба «Карабах», выйдя на замену на 86 минуте. По итогу сезона футболист вместе с клубом завершил чемпионат на итоговом седьмом месте в турнирной таблице. На протяжении второй половины чемпионата футболист выступал за азербайджанский клуб преимущественно в роли игрока замены, лишь под конец сезона в заключительных матчах став выходить на поле в стартовом составе, однако сам футболист результативными действиями за «Шамахы» так и не смог отличиться. В июне 2025 года футболист покинул клуб, расторгнув контракт по соглашению сторон.

## Международная карьера
Начинал международную карьеру футболист в эстонских юношеских сборных до 16 лет и до 18 лет. В сентябре 2022 года футболист мог быть привлечён в молодёжную сборную Эстонии. Однако позже футболист получил вызов в молодёжную сборную Азербайджана. Дебютировал за сборную 27 сентября 2022 года в товарищеском матче против сборной Молдавии. Дебютный гол за сборную футболист забил 26 марта 2023 года в товарищеском матче против сборной Словении. В октябре 2023 года в составе сборной футболист отправился на квалификационные матчи молодёжного чемпионата Европы.